# Hyllus argyrotoxus
Espèce
Synonymes
- Hyllus perspicuus Peckham & Peckham, 1903

Hyllus argyrotoxus est une espèce d'araignées aranéomorphes de la famille des Salticidae.

## Distribution
Cette espèce se rencontre en Afrique du Sud, au Mozambique, en Tanzanie, en Ouganda et en Côte d'Ivoire.
Elle est présente dans l'Écozone afrotropicale, elle a été observée notamment en Côte d'Ivoire,  en Ouganda, en Tanzanie sur le Kilimandjaro et à Unguja, au Mozambique, au Zimbabwe, au Mozambique et en Afrique du Sud,.

## Habitat
Hyllus argyrotoxus occupe des habitats assez divers. Elle est présente dans les prairies moyennement à fortement enherbées, dans les brousses composées d'Acacia et de Commiphoras et dans les forêts. 
Elle peut également être rencontrée sur les murs des habitations,.
Elle est également présente dans les plantations d'avocatiers 

## Description
Les mâles syntypes mesurent de 8 à 9 mm
Hyllus argyrotoxus est une araignée de taille moyenne qui présente un faible dimorphisme sexuel avec un mâle d'une taille de 8 à 10 mm,, et une femelle légèrement plus grande d'une taille de 9 à 12 mm,.
Cette espèce est facile à identifier par sa livrée caractéristique et par la double apophyse du tibia.

### Description du mâle

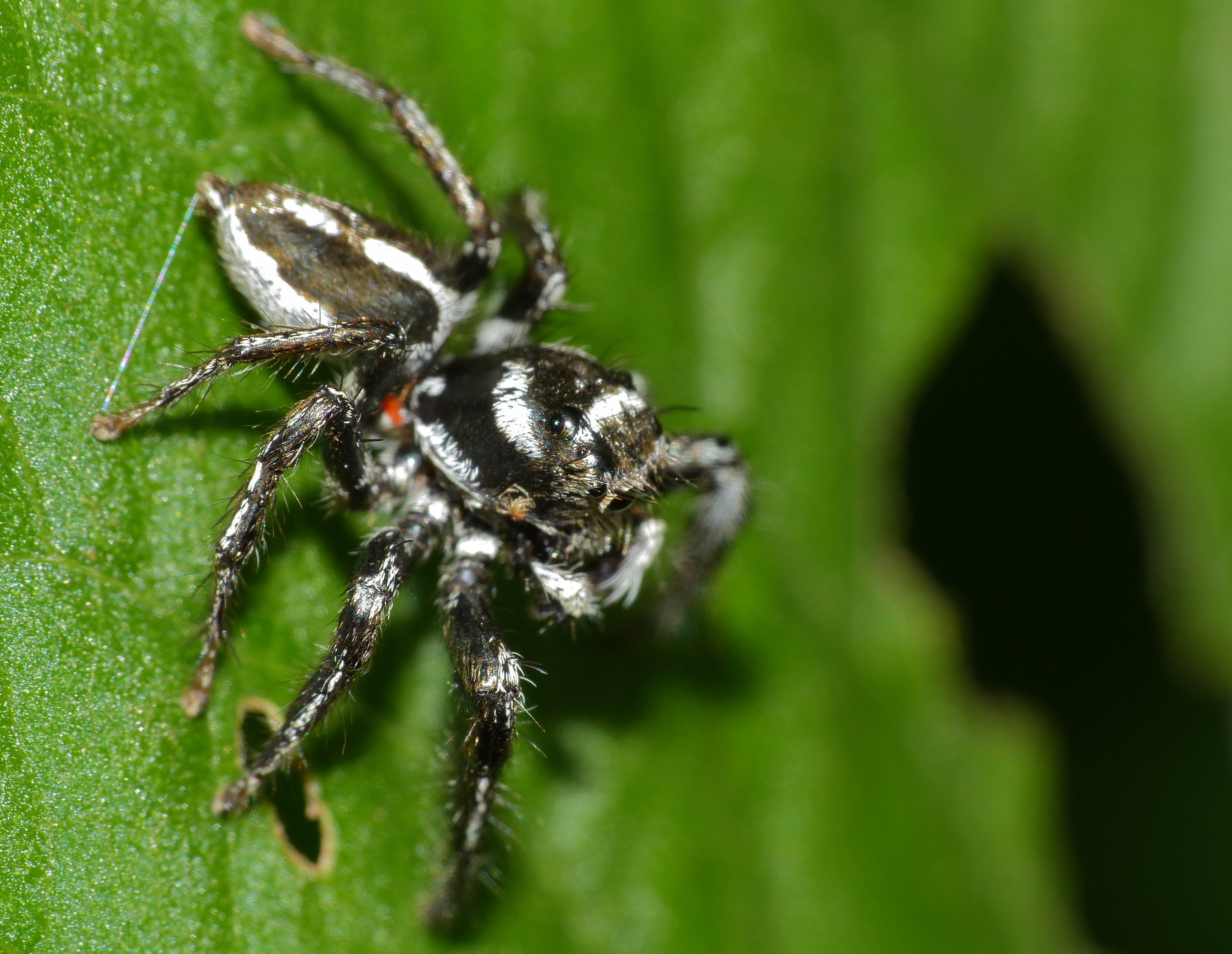
Hyllus argyrotoxus ♂ (Parc national Kruger, Afrique du Sud)

Le céphalothorax est noir,, avec une très fine ligne blanche juste derrière les yeux antérieurs,, une large bande transversale blanche en avant des yeux postérieurs,,, deux bandes latérales obliques, en forme de croissants et un liseré blanc sur les parties latérales du thorax, qui ne se rejoint pas en arrière. Des touffes de longs poils noirs sont présentes près des yeux latéraux postérieurs.
Le sternum est orange.

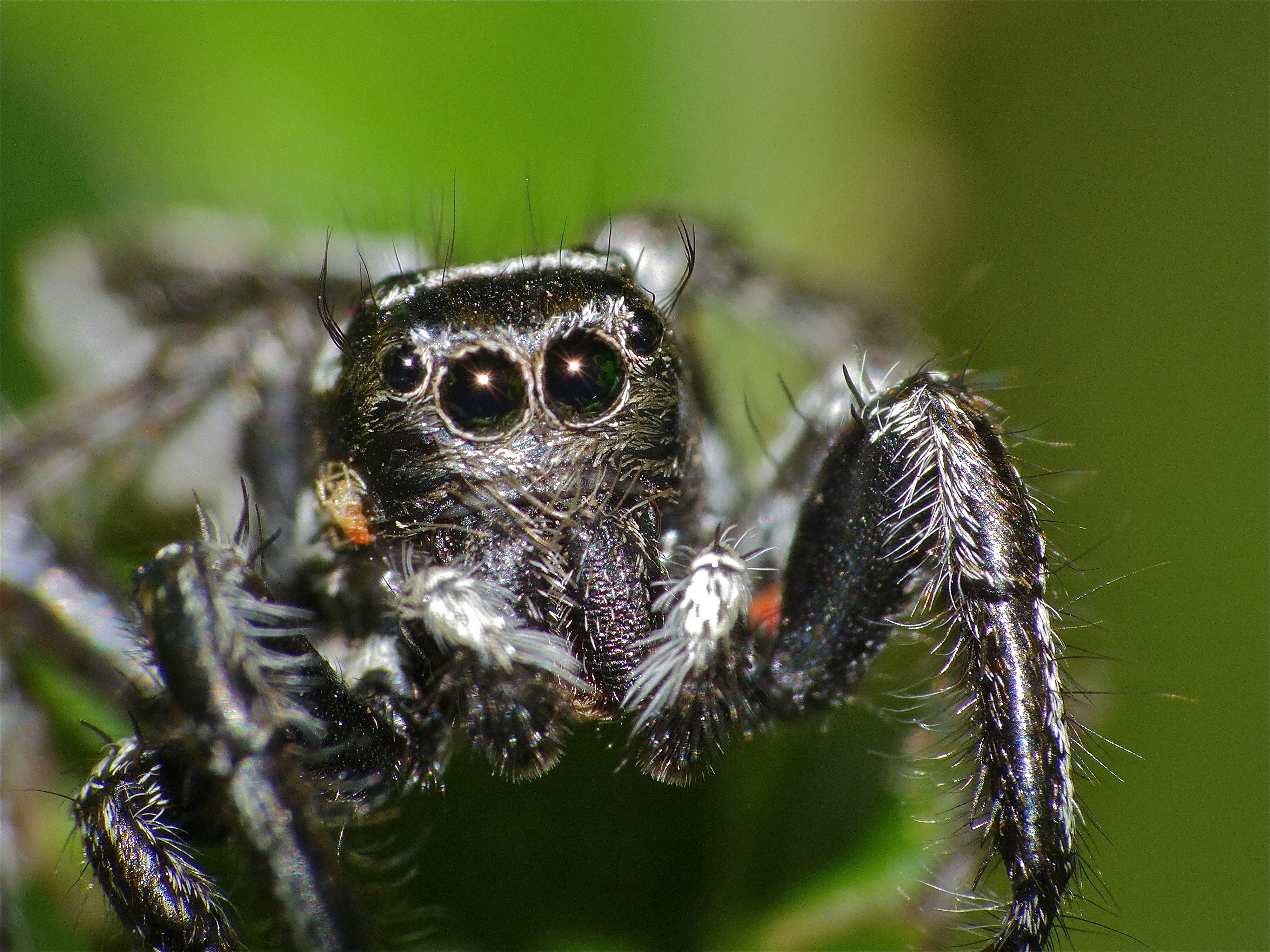
Hyllus argyrotoxus ♂ (Parc national Kruger, Afrique du Sud)

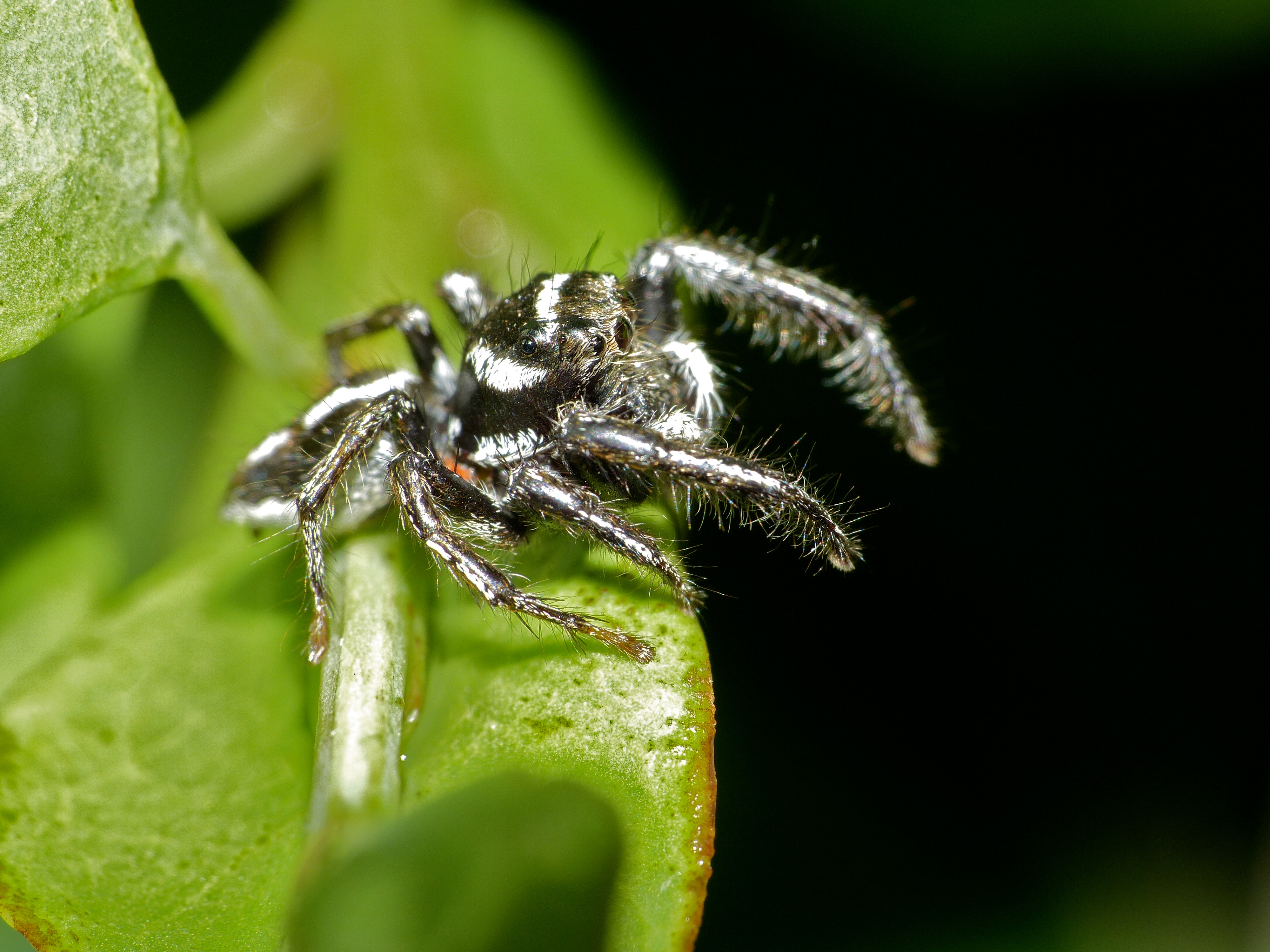
Hyllus argyrotoxus ♂ (Parc national Kruger, Afrique du Sud)

L'abdomen, de forme allongée, est noir,, ou marron foncé. Il est bordé de blanc sur l'avant des côtés, et présente une bande blanche médiane longitudinale interrompue,,,. Les Filières sont noires,.
Les chélicères sont longues et parallèles, marron foncé et dotées de deux petites dents pro-marginales et d'une petite dent rétro-marginale.
Les pédipalpes sont noirs avec les fémurs et les patellas recouvertes de poils blancs,. Les tibias, recouverts de crins noirs portent deux apophyses, l'une dirigée presque horizontalement en dehors, l'autre obliquement en avant et en dehors.
Les pattes sont longues, noires à brun, portant des crins noirs et des poils blancs formant une ligne dorsale sur les tibias.

### Description de la femelle
Chez la femelle, la bande blanche longitudinale de l'abdomen forme des chevrons espacés de noir. Elle possède également sur l'abdomen deux lignes latérales blanches interrompues. Les Filières sont marron. L'épigyne présente une grande dépression centrale de forme ovale. Les canaux séminaux, très larges dans la partie initiale, sont faiblement sclérotisés.
Les pédipalpes possèdent une touffe de poils blancs à leur extrémité.
Les pattes sont marron.

## Éthologie
Hyllus argyrotoxus se rencontre dans le feuillage d'arbustes et d'arbres.
La femelle peut construire un nid, dans une feuille enroulée en forme de tube avec de la soie, dans lequel elle place un sac d’œufs.

## Systématique et taxinomie
Cette espèce a été décrite par Simon en 1902.
Hyllus perspicuus a été placée en synonymie par Clark en 1974.

## Publication originale
- Simon, 1902 : « Études arachnologiques. 31e Mémoire. LI. Descriptions d'espèces nouvelles de la famille des Salticidae (suite). » Annales de la Société Entomologique de France, vol. 71 p. 389-421 (texte intégral).